# ملعب آبيبي بيكيلا
ملعب آبيبي بيكيلا (بالأمهرية: አበበ ቢቂላ ስታዲያም)‏ هو ملعب متعدد الأغراض يقع في أديس أبابا، إثيوبيا. يتم استخدامه حاليًا في الغالب لمباريات كرة القدم، وعلى مستوى النادي تم استخدامه من قبل نادي ديديبيت لكرة القدم من الدوري الإثيوبي الممتاز. تبلغ سعة الملعب 30 ألف متفرج. تم تسميته على اسم بطل الماراثون الأوليمبي الشهير آبيبي بيكيلا.

## تاريخ
استضاف الملعب نهائي كأس السوبر الإثيوبي الأول في عام 2016.
في مارس 2017، تم منح مشروع تجديد الملعب لشركة مجموعة تشونجماي الهندسية المحدودة الصينية بتكلفة إجمالية بلغت 105.5 مليون بير. تم تجديد الملعب إلى حد كبير لتخفيف الازدحام في ملعب أديس أبابا، بينما تستمر المدينة في بناء ملعب أديس أبابا الوطني الذي يتسع لـ 62000 مقعد.